# Ньютоній
Ньютоній (лат. Newtonium на честь Ісаака Ньютона) — гіпотетичний найлегший хімічний елемент, існуванням якого Д. І. Менделєєв намагався пояснити хімічну природу світового ефіру.

## Історія
Концепція світового ефіру отримала розвиток у середині XIX століття в рамках хвильової оптики і електромагнітної теорії Максвелла. Світовий ефір став розглядатися як гіпотетична всюдипроникна субстанція, що заповнює світовий простір і передає світло, тепло і гравітацію.
Очевидно, що відкритим залишалось запитання про хімічну природу ефіру: він був би зобов'язаний складатися з найлегших, абсолютно інертних елементів, атоми яких не тримались би гравітаційними силами. Навіть найлегший відомий елемент, водень, ні гіпотетичний короній категорично не годились на цю роль. Таким чином, концепція світового ефіру виявилася тісно пов'язана з вирішенням проблеми нижньої межі періодичної системи хімічних елементів.
Дмитро Мендєлєєв, відкривши Періодичний закон, розумів, що явище періодичності не має фізичного обґрунтування, і не  бачив прямих шляхів до його пояснення. Ще в ранніх роботах з періодичності Мендєлєєв припускав, що ефір міг бути специфічним станом газів при великому розрідженні, або особливим газом з дуже малою вагою. Відкриття в кінці XIX ст. інертних газів актуалізувало питання про сутність хімічних елементів. За пропозицією Вільяма Рамзая, Мендєлєєв формує нульову групу періодичної таблиці, але також залишає місце для легших, ніж водень, елементів. На думку Мендєлєєва, група інертних газів могла бути доповнена коронієм і ще легшим, поки що  невідомим елементом. Свої міркування Мендєлєєв розказав в статті «Спроба хімічного розуміння світового ефіру» (1902, опубліковано в 1905) і 8-му виданні посібника «Основи хімії» (1906).
Мендєлєєв навів свої розрахунки маси атома ньютонію, виходячи з «можливості рухомим частинкам вириватися з сфери притягування землі, сонця і зірок». Вона, по розрахункам ученого, може коливатися в межах 9.6·10−7 до 5.3·10−11 від маси атома водню: «…для розуміння безлічі явищ цілковито достатньо визнати поки що, що частинки і атоми найлегшого елемента х, здатні вільно рухатися всюди, мають вагу, близький до одної мильйонної долі ваги водневого атома, і рухаються зі середньою швидкістю, недалекою від 2250 кілометрів на секунду».
Примітно, що ні в цитованої вище статті, ні в 7-му і 8-му виданні «Основ хімії» Мендєлєєв не включив ньютоній і короній до додаткової періодичної таблиці, очевидно визнаючи відсутність експериментальних доказів їх реальності. При всій умоглядній спрямованості вихідних передумов основним і найголовнішим результатом в області фізики, отриманим завдяки Д. І. Мендєлєєву, став висновок рівняння ідеального газу.
Гіпотеза про існування ньютонію втратила актуальність разом із уявленням про світовий ефір після появлення спеціальної теорії відносності і створення квантово-механічної моделі атома. До 1930-х років проблема «ефіру» вже не існувала в науці, однаково як і питання про елементи легші за водень. Неоднократні спроби окремих учених відроджували концепцію ефіру в тій або іншій формі (наприклад, зв'язати ефір з фізичним вакуумом) успіху не мали. Слід вважати спекулятивними і безпідставними публікації щодо того, що мендєлєєвська гіпотеза про ньютоній — не що інше, як геніальне передбачення чи то відкриття нейтрино чи фотона.